# Comuna Malievți, Dunaiivți
Malievți (în ucraineană Малієвці) este o comună în raionul Dunaiivți, regiunea Hmelnîțkîi, Ucraina, formată din satele Malievți (reședința), Slobidka-Malievețka și Sprîsivka.

## Demografie
Componența lingvistică a comunei Malievți
     Ucraineană (98,56%)
     Rusă (1,12%)
     Alte limbi (0,24%)
Conform recensământului din 2001, majoritatea populației comunei Malievți era vorbitoare de ucraineană (98,56%), existând în minoritate și vorbitori de rusă (1,12%).